# Félix Giraud-Teulon
Pour les articles homonymes, voir Giraud et Teulon.
Marc Antoine Louis Félix Giraud-Teulon, né à La Rochelle le 30 mai 1816 et mort à Saint-Germain-en-Laye le 19 août 1887, est un ophtalmologue français.

## Biographie
D’une vieille famille huguenote, son grand-père Giraud député de la Charente-Inférieure (couleur girondine et centre gauche) à la Convention, fut rapporteur de la loi du Maximum). Sorti de l’École polytechnique en 1838 après 2 ans d’études, Giraud donna sa démission de l’École de Metz, l’année suivante, pour se marier avec la fille du député du Gard, Émile Teulon. Jusqu’en 1847, il se consacra aux sciences médicales à Montpellier et fut reçu docteur à Paris, peu avant la Révolution de 1848. Entré à cette occasion en politique, il fut envoyé en qualité de commissaire du gouvernement dans l’Ardèche, puis comme préfet dans les Hautes-Alpes, où il demeura jusqu’à la fin de 1851.
Dégouté de la vie politique, il refusa la préfecture de la Manche que le Prince-Président lui avait offerte à deux reprises, pour se retirer à Nice, afin d’y veiller sur la santé de sa mère, fort ébranlée par les hivers des Hautes-Alpes. Il pratiqua la médecine générale à Nice, pendant quatre ans, tout en travaillant à son grand ouvrage sur les Principes de la mécanique animale. En 1856, il vint s’établir à Paris, qu’il ne quitta plus depuis, et où s’écoula pour ainsi dire toute sa carrière scientifique.
Giraud était âgé de plus de quarante ans quand il aborda la pratique de l’ophtalmologie, effet, ayant déjà consacré les premières années à de nombreux travaux sur les Principes de la mécanique animale. Au lieu de se spécialiser de bonne heure, comme tant d’autres, pour une branche de la science, pour un métier, ni pour une division ou une subdivision de métier, ce spécialiste était, avant tout, à l’inverse de tant d’autres, encyclopédiste. Désireux de mettre sa passion pour les mathématiques au service des connaissances humaines dans leur ensemble, il créa la spécialité dans laquelle il devait s’illustrer, et qui se résumait presque exclusivement dans les questions de dioptrique oculaire, qu’il avait dès longtemps creusées et approfondies ; c’était la spécialité dans la spécialité. Pour cela, il lui fallut, pour avoir un théâtre suffisant d’observation et d’enseignement, chercher une clinique générale où il put développer celui-ci, ou en créer une. Heureusement, l’ophtalmoscopie, de découverte récente, demandait à être vulgarisée. Nélaton lui demanda de se charger de ce soin pour sa clinique de l’Hôtel-Dieu, ce qu’il fit vers 1862-1863, en même temps qu’il ouvrait un cours d’ophtalmologie à l’École pratique.
En 1864, il voulut être chez lui et créa, à cette fin, rue Séguier, une clinique pour les maladies des yeux, qui y fonctionna jusqu’en 1870, après quoi il la transféra rue La Condamine et l’y desservit jusqu’en 1877, époque à laquelle il la transmit au docteur Badal. En 1871, il alla résider à Saint-Germain et y acquit, en avril 1874, une propriété où il donnait des soins gratuits aux pauvres atteints de maladies des yeux, chaque matin de 7 à 8 heures, avant de partir pour Paris où il avait son cabinet, rue de Rome.
En 1883, sur la prière des médecins et du maire de Saint-Germain, il consentit à donner une consultation gratuite à l’hôpital et à y installer un service d’ophtalmoscopie. Depuis lors et jusqu’à sa mort, toutes ses matinées du dimanche y furent consacrées, tant en soins donnés aux indigents qu’en leçons aux internes et aux médecins. Tout en habitant Saint-Germain, il avait conservé son cabinet, à Paris; en même temps, il continuait à venir, pour ses recherches, à la clinique de la rue de Clichy, et, pour ses opérations, se faisait aider par Parinaud ou par son chef de clinique, M. Kohn. Auparavant, c’est Badal qui remplissait cet office auprès de lui.
Giraud-Teulon a enrichi d’innombrables écrits la spécialité à laquelle il s’était consacré. Il était membre de l’Académie de Médecine. La ville de Saint-Germain a donné son nom à la rue qu’il habitait dans cette ville et à une école primaire. Une salle de l’hôpital où il donnait ses consultations du dimanche porte également son nom de l’éminent défunt. L’historien Alexis Giraud-Teulon est son fils.

## Publications
- Note relative à une nouvelle théorie de la cause des battements du cœur, 1855, 8°.
- Principes de mécanique, ou étude de la locomotion chez l’homme et chez les animaux vertébrés, Paris, J.-B. Baillière et fils, 1858, 483 p., 8°, fig.
- Théorie de l’ophthalmoscope, avec les déductions pratiques qui en dérivent, indispensable à l'intelligence du mécanisme de l'instrument, Paris, J. B. Baillière et fils, 1859, 8°, fig.
- De l’influence sur la fonction visuelle binoculaire des verres de lunettes convexes ou concaves, et en particulier de leurs régions prismatiques externes ou internes, Paris, J.-B. Baillière et fils, 1860, gr. 8°.
- Physiologie de la vision binoculaire ou s’exerçant par le concours des deux yeux associés ; extrait d’un traité de la vision binoculaire, Paris, J.-B. Baillière, 1863, 8°, 16 p..
- De l’œil ; notions élémentaires sur la fonction de la vue et ses anomalies, Paris, J.-B. Baillière, 1867, 12°.
- Précis de la réfraction et de l'accommodation de l’œil, 1868, gr. 8°.
- Études sur les Sociétés anciennes, 1868, 8°.
- Loi des rotations du globe oculaire, 1870, 8°.